# 馬希偉
馬希偉（英語：Timmy Ma Hei Wai，2004年2月3日—），香港足球運動員，司職中場，現效力中國足球甲組聯賽球隊陝西聯。

## 早年經歷
馬希偉生於香港，5歲開始接觸足球，小學就讀於大埔循道衛理小學，中學就讀於香港浸會大學附屬學校王錦輝中小學。2012年加入傑志足球學校。2015年轉到車路士足球學校，曾代表南華U13和香港飛馬U14出戰青年聯賽。2017年，在家人的安排下，13歲的他隻身前往葡萄牙升學，並在當地地區球會跟操。2019年，加入東方青訓拓展計劃「Project E」，轉到葡乙球會洛里什青年軍學法。

## 球會生涯
受新冠疫情影響，馬希偉於2020年4月中回港，隨東方一隊及U18梯隊操練。2020/21年賽季，東方宣布將16歲的他正式提拔上一隊。2020年11月對冠忠南區的菁英盃分組賽，馬希偉以16歲零273日之齡成為東方最年輕出場球員。他隨東方奪得當季菁英盃冠軍。同年，在亞協盃分組賽中上陣。
2021/22年賽季，2021年10月對香港U23的菁英盃分組賽，馬希偉射入職業生涯首球，打破東方最年輕的入球球員紀錄。該季，馬希偉再度出戰亞洲賽，2022年6月對理文的亞協盃分組賽比賽中貢獻一入球、一助攻，協助球隊晉級跨區準決賽。
2022/23年賽季，馬希偉開始於香港超級聯賽中上陣，多以後備身份入替。2023年3月對理文的聯賽比賽，馬希偉取得首個聯賽入球。
2023/24年賽季，馬希偉成為球隊常規正選球員，為球隊奪得足總盃冠軍。球季完結後，馬希偉於香港足球明星選舉與隊友余在言一同奪得最佳年青球員。

## 國際賽生涯
2014年，馬希偉代表香港U12出戰「粵港澳青少年足球交流活動」。2019年，代表香港U15出戰「賽馬會國際青年足球邀請賽」。2022年，代表香港U20赴印尼出戰亞青盃外圍賽，分組賽三戰全敗。2023年3月，代表香港U22出戰新加坡魚尾獅盃。2023年9月，補選入伍亞運隊出戰杭洲亞運足球比賽，港隊首次晉身賽事四強。
2024年1月，馬希偉首次入選香港隊，出戰省港盃賽事。2024年6月，正式入選香港隊出戰世界盃外圍賽，於主場對陣伊朗的A級賽事以正選身份首度上陣，並取得首個國際賽入球。2025年3月，代表香港U22將會赴緬甸進行兩場友誼賽，為備戰9月的U23亞洲盃外圍賽。

## 榮譽
東方
- 香港菁英盃冠軍（2020–21季度）
- 香港足總盃冠軍（2023–24、2024–25季度）
- 香港高級組銀牌冠軍（2024–25季度）

個人
- 香港足球明星選舉 最佳青年球員（2023–24季度）

## 生涯統計

### 球會
最後更新：2025年2月16日
| 效力球會 | 球季     | 聯賽     | 聯賽 | 聯賽 | 足總盃 | 足總盃 | 高級組銀牌 | 高級組銀牌 | 菁英盃 | 菁英盃 | 亞洲賽事 | 亞洲賽事 | 總計 | 總計 |
| 效力球會 | 球季     | 聯賽     | 上陣 | 入球 | 上陣   | 入球   | 上陣       | 入球       | 上陣   | 入球   | 上陣     | 入球     | 上陣 | 入球 |
| -------- | -------- | -------- | ---- | ---- | ------ | ------ | ---------- | ---------- | ------ | ------ | -------- | -------- | ---- | ---- |
| 東方     | 2020–21  | 港超     | 0    | 0    | –      | –      | –          | –          | 4      | 0      | 3        | 0        | 7    | 0    |
| 東方     | 2021–22  | 港超     | 0    | 0    | 0      | 0      | –          | –          | 9      | 1      | 2        | 1        | 11   | 2    |
| 東方     | 2022–23  | 港超     | 12   | 1    | 1      | 0      | 1          | 0          | 9      | 1      | –        | –        | 23   | 2    |
| 東方     | 2023–24  | 港超     | 19   | 3    | 3      | 1      | 3          | 0          | 8      | 4      | –        | –        | 33   | 8    |
| 東方     | 2024–25  | 港超     | 12   | 3    | –      | –      | 3          | 0          | 3      | 0      | 5        | 0        | 23   | 3    |
| 生涯總計 | 生涯總計 | 生涯總計 | 43   | 7    | 4      | 1      | 7          | 0          | 33     | 6      | 10       | 1        | 97   | 15   |

1. ↑  賽事因新冠病毒大流行而取消
2. ↑  賽事因新冠病毒大流行而取消
3. ↑  亞協盃分組賽
4. ↑  賽事因新冠病毒大流行而腰斬，球隊只踢了4場聯賽
5. ↑  賽事因新冠病毒大流行而腰斬，球隊只踢了兩場比賽
6. ↑  賽事因新冠病毒大流行而停辦
7. ↑  賽事因新冠病毒大流行而腰斬，球隊只踢了9場比賽
8. ↑  亞冠盃二級聯賽

#### 代表隊
最後更新：2025年1月31日
| 代表隊 | 年份 | 上陣 | 入球 |
| ------ | ---- | ---- | ---- |
| 香港   | 2024 | 1    | 1    |
| 總數   | 總數 | 1    | 0    |

## 外部連結
- 馬希偉的Instagram帳戶